# Timm Kruse
Timm Kruse (* 3. März 1970 in Detmold) ist ein deutscher Journalist und Schriftsteller.

## Werdegang
Timm Kruse ging in Deutschland und den USA zur Schule. Nach seinem Abitur 1990 am Leopoldinum studierte er Neue Deutsche und Englische Literaturwissenschaft in Saarbrücken und Wolverhampton. 1991 begann er seine journalistische Tätigkeit bei der Saarbrücker Zeitung und absolvierte 1996/97 ein Volontariat bei dem Fernsehsender Saar TV. 1997 wechselte Kruse zu Sat.1 und arbeitete dort unter anderem für Planetopia und ran. Seit 2000 ist er freier Fernsehjournalist für das ZDF, den NDR und verschiedene Internetportale wie das der Deutschen Segel-Bundesliga. Unter anderem ist er im ZDF-Landesstudio Schleswig-Holstein in Kiel tätig. Im Jahr 2010 gründete er die Medienproduktionsfirma Buntfunk, der er bis heute inhabergeführt vorsteht.
Seit 2012 ist Timm Kruse als Schriftsteller tätig. Er lebt in Kiel.

## Bücher
- 40 Tage Fasten. Von einem, der mal Ballast abwerfen wollte. Heyne Verlag, München 2012, ISBN 978-3-453-60213-7
- Roadtrip mit Guru. Wie ich auf der Suche nach Erleuchtung zum Chauffeur eines Gurus wurde. Eden Books, Hamburg 2014, ISBN 978-3-944296-43-2
- Meditiere ich noch oder schwebe ich schon? Ein Wegweiser durch die abenteuerliche Welt der Meditation. Eden Books, Hamburg 2016, ISBN 978-3-95910-006-9
- Weder geschüttelt noch gerührt. Mein Jahr ohne Alkohol – Ein Selbstversuch. Herder Verlag, Freiburg 2018, ISBN 978-3-451-60056-2
- Ein Mann, ein Board: Mit dem SUP die Donau runter. Delius Klasing Verlag, Bielefeld 2019, ISBN 978-3-667-11562-1.
- Pilgern mit Paddel. Auf dem Jakobsweg mit SUP. Delius Klasing Verlag, Bielefeld 2020, ISBN 978-3-667-11978-0
- SUP – Die große Freiheit. Die schönsten Spots für Stand-Up-Paddler in und um Deutschland. Holiday, Gräfe und Unzer Verlag, München 2021, ISBN 978-3-8342-3280-9
- Laufschuh gegen SUP. Zwei Abenteurer bezwingen die Elbe. Delius Klasing Verlag, Bielefeld 2021, ISBN 978-3-667-12234-6
- Barfuß auf dem Rhein. 1200 Kilometer auf dem SUP von den Alpen bis zur Nordsee. Polyglott, Gräfe und Unzer Verlag, München 2022, ISBN 978-3-8464-0896-4
- SUP – Rauf aufs Brett. Alles von den Anfängen bis in die Welle. Delius Klasing Verlag, Bielefeld 2022, ISBN 978-3-667-12518-7